# Ambassade van IJsland in Rusland
De ambassade van IJsland in Rusland staat in Moskou, in het stadsdeel Presnenski. Per 1 augustus 2023 werden de activiteiten van de ambassade opgeschort.

## Geschiedenis
De bilaterale betrekkingen tussen IJsland en de Sovjet-Unie begonnen in 1926, toen IJsland nog in een unie met Denemarken zat. De relaties werden verder geformaliseerd op 4 oktober 1943 met het aangaan van diplomatieke betrekkingen. Op 10 mei 1944 werd de IJslandse ambassade in Moskou geopend, wat de vijfde ambassade van het land was. Gedurende het Sovjet-tijdperk vertegenwoordigde de ambassade IJsland ook naar andere landen achter het IJzeren Gordijn.
De eerste ambassadeur was van 1944 tot 1951 Pétur Benediktsson, die tot 1947 standplaats Moskou had en daarna vanuit de ambassade in Parijs opereerde. Tijdens zijn ambassadeurschap naar de Sovjet-Unie was hij ook geaccrediteerd in acht andere Europese landen. In de periode 1951-1953 was de ambassade tijdelijk gesloten, toen de handel tussen de twee landen stil lag. Na het uiteenvallen van de Sovjet-Unie werd de ambassade in Moskou de diplomatieke post voor Rusland alsmede de meeste voormalige sovjetrepublieken die nu onafhankelijk waren.
Op 9 juni 2023 kondigde IJsland aan de ambassade in Moskou per 1 augustus 2023 tijdelijk te sluiten in verband met de Russische invasie van Oekraïne in 2022. Het vroeg Rusland de ambassade in de Reykjavik ook af te schalen. Ambassadeur Sigurðsson verliet 28 juni 2023 Moskou en werd in september benoemd tot ambassadeur in Denemarken.

## Missie
De ambassade in Moskou was tot augustus 2023 ook de IJslandse vertegenwoordiging in de relaties met Armenië, Kazachstan, Kirgizië, Moldavië, Oezbekistan, Tadzjikistan, Turkmenistan en Wit-Rusland. Sindsdien worden deze relaties verzorgd door het IJslandse ministerie van Buitenlandse Zaken in Reykjavik.

## Ambassadeurs
De volgende diplomaten waren ambassadeur voor IJsland naar de Sovjet-Unie tot 8 december 1991 en daarna Rusland:
| #                                                              | Naam                   | Aanstelling       | Einde missie      | Noten       | Vertegenwoordiging naar |
| -------------------------------------------------------------- | ---------------------- | ----------------- | ----------------- | ----------- | --- |
| 1                                                              | Pétur Benediktsson     | 21 januari 1944   | 30 januari 1951   | [ 8 ] [ 4 ] | Polen (1946-1951) Tsjechoslowakije (1946-1951) |
| 2                                                              | Helgi P. Briem         | 30 januari 1951   | 11 september 1953 |             | |
| 3                                                              | Pétur Thorsteinsson    | 11 september 1953 | 1 januari 1961    | [ 10 ]      | Hongarije (1955-1990) Roemenië (1956-1991) Joegoslavië (1960) Bulgarije (1965-1991) DDR (1973-1990) Mongolië (1977-1985) Tsjechoslowakije (1980-1986) |
| 4                                                              | Kristinn Guðmundsson   | 1 januari 1961    | 31 december 1967  | [ 11 ]      | Hongarije (1955-1990) Roemenië (1956-1991) Joegoslavië (1960) Bulgarije (1965-1991) DDR (1973-1990) Mongolië (1977-1985) Tsjechoslowakije (1980-1986) |
| 5                                                              | Oddur Guðjónsson       | 1 januari 1968    | 8 oktober 1974    | [ 12 ]      | Hongarije (1955-1990) Roemenië (1956-1991) Joegoslavië (1960) Bulgarije (1965-1991) DDR (1973-1990) Mongolië (1977-1985) Tsjechoslowakije (1980-1986) |
| 6                                                              | Hannes Jónsson         | 8 oktober 1974    | 18 juli 1980      | [ 13 ]      | Hongarije (1955-1990) Roemenië (1956-1991) Joegoslavië (1960) Bulgarije (1965-1991) DDR (1973-1990) Mongolië (1977-1985) Tsjechoslowakije (1980-1986) |
| 7                                                              | Haraldur Kröyer        | 18 juli 1980      | 31 januari 1985   |             | Hongarije (1955-1990) Roemenië (1956-1991) Joegoslavië (1960) Bulgarije (1965-1991) DDR (1973-1990) Mongolië (1977-1985) Tsjechoslowakije (1980-1986) |
| 8                                                              | Páll Ásgeir Tryggvason | 31 januari 1985   | 13 januari 1987   |             | Hongarije (1955-1990) Roemenië (1956-1991) Joegoslavië (1960) Bulgarije (1965-1991) DDR (1973-1990) Mongolië (1977-1985) Tsjechoslowakije (1980-1986) |
| 9                                                              | Tómas Á. Tómasson      | 13 januari 1987   | 17 januari 1990   |             | Hongarije (1955-1990) Roemenië (1956-1991) Joegoslavië (1960) Bulgarije (1965-1991) DDR (1973-1990) Mongolië (1977-1985) Tsjechoslowakije (1980-1986) |
| 10                                                             | Ólafur Egilsson        | 17 januari 1990   | 8 december 1991   | [ 14 ]      | Hongarije (1955-1990) Roemenië (1956-1991) Joegoslavië (1960) Bulgarije (1965-1991) DDR (1973-1990) Mongolië (1977-1985) Tsjechoslowakije (1980-1986) |
| 10                                                             | Ólafur Egilsson        | 8 december 1991   | 20 mei 1994       | [ 15 ]      | Bulgarije (1991-2000) Japan (1991-1996) Roemenië (1991-1999) Oekraïne (1993-1999) Georgië (1996-2006) Moldavië (1997-2023) Armenië (1999-2023) Turkmenistan (2000-2023) Oezbekistan (2001-2023) Azerbeidzjan (2004-2023) Kazachstan (2003-2023) Kirgizië (2004-2023) Tadzjikistan (2006-2023) Wit-Rusland (2005-2023) |
| 11                                                             | Gunnar Gunnarsson      | 20 mei 1994       | 3 maart 1998      | [ 16 ]      | Bulgarije (1991-2000) Japan (1991-1996) Roemenië (1991-1999) Oekraïne (1993-1999) Georgië (1996-2006) Moldavië (1997-2023) Armenië (1999-2023) Turkmenistan (2000-2023) Oezbekistan (2001-2023) Azerbeidzjan (2004-2023) Kazachstan (2003-2023) Kirgizië (2004-2023) Tadzjikistan (2006-2023) Wit-Rusland (2005-2023) |
| 12                                                             | Jón Egill Egilsson     | 3 maart 1998      | 27 augustus 2001  | [ 17 ]      | Bulgarije (1991-2000) Japan (1991-1996) Roemenië (1991-1999) Oekraïne (1993-1999) Georgië (1996-2006) Moldavië (1997-2023) Armenië (1999-2023) Turkmenistan (2000-2023) Oezbekistan (2001-2023) Azerbeidzjan (2004-2023) Kazachstan (2003-2023) Kirgizië (2004-2023) Tadzjikistan (2006-2023) Wit-Rusland (2005-2023) |
| 13                                                             | Benedikt Jónsson       | 27 augustus 2001  | 16 november 2006  | [ 18 ]      | Bulgarije (1991-2000) Japan (1991-1996) Roemenië (1991-1999) Oekraïne (1993-1999) Georgië (1996-2006) Moldavië (1997-2023) Armenië (1999-2023) Turkmenistan (2000-2023) Oezbekistan (2001-2023) Azerbeidzjan (2004-2023) Kazachstan (2003-2023) Kirgizië (2004-2023) Tadzjikistan (2006-2023) Wit-Rusland (2005-2023) |
| 14                                                             | Benedikt Ásgeirsson    | 16 november 2006  | 7 december 2011   |             | Bulgarije (1991-2000) Japan (1991-1996) Roemenië (1991-1999) Oekraïne (1993-1999) Georgië (1996-2006) Moldavië (1997-2023) Armenië (1999-2023) Turkmenistan (2000-2023) Oezbekistan (2001-2023) Azerbeidzjan (2004-2023) Kazachstan (2003-2023) Kirgizië (2004-2023) Tadzjikistan (2006-2023) Wit-Rusland (2005-2023) |
| 15                                                             | Albert Jónsson         | 7 december 2011   | 31 augustus 2016  |             | Bulgarije (1991-2000) Japan (1991-1996) Roemenië (1991-1999) Oekraïne (1993-1999) Georgië (1996-2006) Moldavië (1997-2023) Armenië (1999-2023) Turkmenistan (2000-2023) Oezbekistan (2001-2023) Azerbeidzjan (2004-2023) Kazachstan (2003-2023) Kirgizië (2004-2023) Tadzjikistan (2006-2023) Wit-Rusland (2005-2023) |
| 16                                                             | Berglind Ásgeirsdóttir | 1 september 2016  | 31 mei 2020       |             | Bulgarije (1991-2000) Japan (1991-1996) Roemenië (1991-1999) Oekraïne (1993-1999) Georgië (1996-2006) Moldavië (1997-2023) Armenië (1999-2023) Turkmenistan (2000-2023) Oezbekistan (2001-2023) Azerbeidzjan (2004-2023) Kazachstan (2003-2023) Kirgizië (2004-2023) Tadzjikistan (2006-2023) Wit-Rusland (2005-2023) |
| 17                                                             | Árni Þór Sigurðsson    | 1 juni 2020       | 1 augustus 2023   | [ 6 ]       | Bulgarije (1991-2000) Japan (1991-1996) Roemenië (1991-1999) Oekraïne (1993-1999) Georgië (1996-2006) Moldavië (1997-2023) Armenië (1999-2023) Turkmenistan (2000-2023) Oezbekistan (2001-2023) Azerbeidzjan (2004-2023) Kazachstan (2003-2023) Kirgizië (2004-2023) Tadzjikistan (2006-2023) Wit-Rusland (2005-2023) |
| Bron tot en met maart 2016. Lijst bijgewerkt in februari 2024. |                        |                   |                   |             | |